# Попинци
Попинци е село в Южна България. То се намира в община Панагюрище, област Пазарджик.

## География
Село Попинци се намира в полите на Средна гора и е на около 20 км. от град Панагюрище. Разделя се от река Луда Яна.
Едната част местните наричат „Чучура“, а другата Селото. Село Попинци се слави като много гостоприемно. В района на селото се намира местността „Петелово“. Там са открити големи залежи от злато и други благородни метали. След опит за разработка на залежите от чуждестранен инвеститор, жителите на селото излязоха на протест срещу евентуалната концесия, начело с инж. д-р Тодор Гарванов, който е запознат с технологията и евентуалните рискове. Тяхната най-голяма грижа бе опазването на и без това крехкото екологично равновесие. Протестите се оказаха ефективни и след намесата на правителството за сега няма опасност местността Петелово да бъде отдадена на концесия.

## История
Точната дата на възникване на Попинци не се знае, но е установено, че то датира от преди новата ера, още от времето на траките. За това свидетелстват редица археологически находки в местностите Попинско кале, Оброчище, Свети Никола, Света Петка, Господова черква, Борова могила, Полето и Цонина чукара. Открити са над 25 надгробни могили, оброчна плоча на тракийския вожд Херос, монети, оръдия на труда, грънчарски изделия, което говори за едно компактно за времето си населено място и за един отминал бурен живот, незапомнен и все още неизучен и непознат.
Предполага се, че селището е попаднало под Османско владичество през 1393 г., през което време е поробено Източното Българско царство на Цар Иван Шишман.
Попинци е старо българско село, съществувало още през Средновековието. Сведения за него под имената Попинче и Попинич има в турски регистри от 1489(Попинче – Istanbul – BOA, TD 26) и 1530 г.(Попинич – Istanbul – BOA, TD 370).
Културните традиции на с. Попинци също са съхранени през вековете, предавани от поколение на поколение. Сурвакарството, Джумалът на Сирни заговезни, лазаруването, Гергьовден – всички тези обичаи и традиции са живи и днес.
През последните години се наложи още една нова традиция – от 1977 г. на всеки три години в Попинци се провежда фолклорен фестивал на кукерските и маскарадни игри и обичаи с участници от цялата страна.
Немалък дял за опазване на културните традиции на селото има Читалище „Искра“, създадено през 1872 г. Самодейните състави към Читалището възраждат и пресъздават самобитните попински обичаи не само пред местната публика, а и на национални форуми и събори, от които имат спечелени много награди.
В близост до историческата крепост „Градището“ и до днес съществуват останки от църковен параклис, което говори за изповядването на източноправославното християнство в с. Попинци още в далечното минало. Сегашната църква е построена през 1848 г. и мелодичните ѝ камбани все още огласят селото в празничните дни.
По време на туското владичество в селото не са замръквали турци. Има
легенда, която разказва, че една нощ двама турци решили да „погостуват“ на едно семейство от Попинци. Влезли в къщата и започнали да искат да им приготвят питка, кокошка и куп други неща. Домакините дали, каквото имат, сготвили им го, поднесли им го. По това време в къщата били майката, дъщерята и момчето, а бащата бил на кошарата. Всичко дотук вървяло добре, но турците започнали да заглеждат момичето и умната майка изпратила момчето през задния двор да извика баща си. Майката дала много вино и ракия на турците и те се напили. В това време бащата пристигнал и заедно лесно убили турците в къщата и ги заровили под нея. (Тогава нямало под, а земя).Сложили глина въху мястото, замазали го и сложили козяка. След това турците търсили своите събратя, но не ги намерили никъде. И оттогава турци не замръкват в селото.
Друга легенда разказва как е възникнало името на река Луда Яна. По време на османската власт в крепостта „Красен“, днешното местонахождение на Попинци, живяла мома, на име Яна. Тя била дъщеря на вожда на крепостта „Красен“. Яна била много хубава, но и буйна. И когато турците искали да я отведат за ханъма, тя предпочела да се хвърли от една скала в буйните води на реката. Когато се хвърлила, турците възкликнали: „Луда Яна!“ Оттогава реката носи това име.

## Население
Численост на населението според преброяванията през годините:
| \| Година на преброяване \| Численост \| \| --------------------- \| --------- \| \| 1934 \| 2876 \| \| 1946 \| 3225 \| \| 1956 \| 3201 \| \| 1965 \| 3154 \| \| 1975 \| 3077 \| \| 1985 \| 2997 \| \| 1992 \| 2864 \| \| 2001 \| 2467 \| \| 2011 \| 1993 \| \| 2021 \| 1602 \| |           |
| Година на преброяване | Численост |
| 1934 | 2876      |
| 1946 | 3225      |
| 1956 | 3201      |
| 1965 | 3154      |
| 1975 | 3077      |
| 1985 | 2997      |
| 1992 | 2864      |
| 2001 | 2467      |
| 2011 | 1993      |
| 2021 | 1602      |

### Етнически състав

#### Преброяване на населението през 2011 г.
Численост и дял на етническите групи според преброяването на населението през 2011 г.:
|                     | Численост | Дял (в %) |
| Общо                | 1993      | 100.00    |
| Българи             | 1714      | 86.00     |
| Турци               | ?         | ?         |
| Цигани              | 87        | 4.36      |
| Други               | ?         | ?         |
| Не се самоопределят | 4         | 0.20      |
| Неотговорили        | 186       | 9.33      |

## Обществени институции
- Читалище „Искра“

Основно училище „Отец Паисий“ – средищно училище. В него учат деца от Попинци, Левски и Елшица.
Детска градина „ЯНА“ - посещават я деца на възраст от три до седем години, не само от Попинци, а и от съседните села Левски и Елшица.

## Културни и природни забележителности
В село Попинци е запазен фолклорът. Дори не само бабите, а и младите знаят известните попински песни, които не веднъж допринасят селото да е в челната тройка на състезания. По-известни попински песни са: „Прала Начка на реката“ и „Бял се пелин“.

## Редовни събития
Традиционни за с. Попинци са кукерските фестивали (Джумал), провеждащи се всяка година, а през 3 години се провежда събор, на който всеки път се събират кукерски състави от цялата страна. Избират се кукерски състави, които да са на 1, 2, 3 място и те получават награди.
Фестивалът се провежда от 1977 г. през три години. Организатори са Кметство Попинци и читалище „Искра“ със съдействието на Община Панагюрище. Провежда се под патронажа на Кмета на община Панагюрище – Никола Белишки и се финансира от Община Панагюрище и други спонсори.
Целите на фестивала са съхраняване на традицията, популяризиране на маскарадните и кукерски игри и създаване на условия за непрекъснато взаимодействие между традицията и съвременността в тази област на националния фолклор.